# Sophronica postscutellaris
Sophronica postscutellaris là một loài bọ cánh cứng trong họ Cerambycidae.